# ای‌آی‌کی بانکا
ای‌آی‌کی بانکا (به انگلیسی: AIK banka) بانک تجاری مستقر در شهر نیش، صربستان است، که در سال ۱۹۷۶ تأسیس شد. این بانک از سال ۱۹۹۳ به‌عنوان بانک مرکزی یوگسلاوی فعالیت نمود و تا زمان تشکیل کشور صربستان، این مجوز را حفظ کرد. ای‌آی‌کی بانکا از سال ۱۹۹۵ به‌عنوان یک بانک خصوصی عمل می‌کند.